# John Chard
Oberst John Rouse Merriott Chard (21. december 1847 – 1. november 1897) var en britisk officer, der vandt Victoria-korset for sin rolle i slaget ved Rorke's Drift, under Zulukrigen i 1879.
Chard blev født i Boxhill nær Plymouth. Han kom i Royal Engineers i 1868, og tjente i Bermuda og på Malta, før han blev sendt til Sydafrika. Som løjtnant havde han kommandoen over forsyningsdepotet ved Rorke's Drift, da det blev angrebet af zuluer 22. januar 1879. Efter slaget blev han forfremmet til kaptajn, og senere major.
Chards mod bliver i dag stadig mindet med John Chard Medallien i den sydafrikanske hær.
Fra 1892 til 1896 kommanderede Chard Royal Engineers tropper i Singapore, som oberstløjtnant. I 1897 blev han oberst, men døde af kræft i tungen inden han ankom til sin nye postering i Perth i Skotland.
Skuespilleren Stanley Baker spillede John Chard i filmen Zulu fra 1964.